# Vuelta a España 2008/Fahrerfeld
Folgende 171 Fahrer aus 19 Mannschaften nahmen an der Vuelta a España 2008 teil:
Legende:
- Suspendierung: Ausschluss durch eigenes Team
- Ausschluss: Ausschluss durch die Rennleitung vor Rennbeginn
- Disqualifikation: Ausschluss durch die Rennleitung nach Rennbeginn
- Die deutschen und schweizerischen Fahrer sind fett markiert
- : Etappensieger
- : Goldenes Trikot für den Gesamtführenden
- : Blaues Trikot für den Punktbesten
- : Rotes Trikot für den besten Bergfahrer
- : Weißes Trikot für den Führenden in der Kombinationswertung
- (: Gelbe Rückennummer für das in der Mannschaftswertung führende Team (Die gelbe Rückennummer wird bei der Vuelta nicht vergeben. In dieser Darstellung soll sie nur zur Visualisierung dienen))

## Überblick Teilnehmer
| Nr.    | Land                   | Teilnehmer | Ziel in Madrid erreicht |
| ------ | ---------------------- | ---------- | ----------------------- |
| 01     | Spanien                | 50         | 44                      |
| 02     | Frankreich             | 28         | 21                      |
| 03     | Italien                | 24         | 14                      |
| 04     | Belgien                | 16         | 12                      |
| 05     | Deutschland            | 10         | 05                      |
| 06     | Russland               | 09         | 07                      |
| 07     | Niederlande            | 07         | 06                      |
| 08     | Ukraine                | 04         | 03                      |
| 09     | Schweiz                | 03         | 01                      |
| 10     | Dänemark               | 02         | 02                      |
| 11     | Kasachstan             | 02         | 02                      |
| 12     | Kolumbien              | 02         | 02                      |
| 13     | Slowakei               | 02         | 02                      |
| 14     | Belarus                | 02         | 02                      |
| 15     | Australien             | 01         | 0                       |
| 16     | Argentinien            | 01         | 0                       |
| 17     | Irland                 | 01         | 01                      |
| 18     | Litauen                | 01         | 01                      |
| 19     | Norwegen               | 01         | 01                      |
| 20     | Polen                  | 01         | 01                      |
| 21     | Portugal               | 01         | 01                      |
| 22     | Slowenien              | 01         | 01                      |
| 23     | Vereinigte Staaten     | 01         | 01                      |
| 24     | Vereinigtes Königreich | 01         | 01                      |
| Gesamt | Gesamt                 | 171        | 131                     |

## Teams
X steht für einen vorzeitigen Ausstieg; T für den Rang in der Teamwertung

### Team CSC-Saxo Bank(SAX; Dänemark)
Sportlicher Leiter: Scott Sunderland
| Nr. | Name               |             | Anmerkungen                    | Rang |
| --- | ------------------ | ----------- | ------------------------------ | ---- |
| 1   | Carlos Sastre      | Spanien     |                                | 3    |
| 2   | Alexander Kolobnew | Russland    |                                | 40   |
| 3   | Íñigo Cuesta       | Spanien     |                                | 37   |
| 4   | Jurgen van Goolen  | Belgien     |                                | 16   |
| 5   | Juan José Haedo    | Argentinien | Aufgabe während der 15. Etappe | X    |
| 6   | Karsten Kroon      | Niederlande |                                | 72   |
| 7   | Matti Breschel     | Danemark    | : 21. Etappe                   | 48   |
| 8   | Michael Blaudzun   | Danemark    |                                | 82   |
| 9   | Wolodymyr Hustow   | Ukraine     |                                | 44   |
|     |                    |             |                                | T2   |

### ag2r La Mondiale(ALM; Frankreich)
Sportlicher Leiter:
| Nr. | Name              |              | Anmerkungen | Rang |
| --- | ----------------- | ------------ | ----------- | ---- |
| 11  | Rinaldo Nocentini | Italien      |             | 23   |
| 12  | José Luis Arrieta | Spanien      |             | 55   |
| 13  | Renaud Dion       | Frankreich   |             | 113  |
| 14  | Hubert Dupont     | Frankreich   |             | 32   |
| 15  | John Gadret       | Frankreich   |             | 18   |
| 16  | Julien Loubet     | Frankreich   |             | 70   |
| 17  | Lloyd Mondory     | Frankreich   |             | 120  |
| 18  | Stéphane Poulhies | Frankreich   |             | 128  |
| 19  | Alexandre Usov    | Belarus 1995 |             | 123  |
|     |                   |              |             | T8   |

### Andalucía-Cajasur(ACA; Spanien)
Sportlicher Leiter:
| Nr. | Name                    |         | Anmerkungen                     | Rang |
| --- | ----------------------- | ------- | ------------------------------- | ---- |
| 21  | José Luis Carrasco      | Spanien |                                 | 68   |
| 22  | José Antonio Carrasco   | Spanien |                                 | 65   |
| 23  | José Antonio López      | Spanien | Disqualifiziert nach 13. Etappe | X    |
| 24  | Francisco José Martínez | Spanien |                                 | 122  |
| 25  | Javier Moreno           | Spanien |                                 | 21   |
| 26  | Manuel Ortega           | Spanien |                                 | 83   |
| 27  | Juan Javier Estrada     | Spanien |                                 | 114  |
| 28  | Jesús Rosendo           | Spanien | : 2.-6. Etappe                  | 116  |
| 29  | José Ruiz               | Spanien |                                 | 53   |
|     |                         |         |                                 | T15  |

### Team Astana(AST; Luxemburg)
Sportlicher Leiter:
| Nr. | Name              |                    | Anmerkungen | Rang |
| --- | ----------------- | ------------------ | --- | ---- |
| 31  | Alberto Contador  | Spanien            | : 13. & 14. Etappe; : 13.-21. Etappe; : 14.–16. Etappe; : 8. & 9.- 21. Etappe – Sieger Gesamt- & Kombinationswertung | 1    |
| 32  | Andreas Klöden    | Deutschland        | | 20   |
| 33  | Levi Leipheimer   | Vereinigte Staaten | : 5. & 20. Etappe; : 5. & 8. Etappe                                                                                  | 2    |
| 34  | Dmitri Murawjow   | Kasachstan         | | 131  |
| 35  | Assan Basajew     | Kasachstan         | | 130  |
| 36  | Benjamín Noval    | Spanien            | | 62   |
| 37  | Sérgio Paulinho   | Portugal           | | 26   |
| 38  | José Luis Rubiera | Spanien            | | 22   |
| 39  | Tomas Vaitkus     | Litauen            | | 95   |
|     |                   |                    | : 5.–8. & 12. Etappe                                                                                                 | T4   |

### Bouygues Télécom(BTL; Frankreich)
Sportlicher Leiter:
| Nr. | Name             |             | Anmerkungen                    | Rang |
| --- | ---------------- | ----------- | ------------------------------ | ---- |
| 41  | Dimitri Champion | Frankreich  |                                | 106  |
| 42  | Stef Clement     | Niederlande | Aufgabe während der 7. Etappe  | X    |
| 43  | Aurélien Clerc   | Schweiz     | Nicht zur 5. Etappe angetreten | X    |
| 44  | Xavier Florencio | Spanien     |                                | 36   |
| 45  | Anthony Geslin   | Frankreich  | Aufgabe während der 11. Etappe | X    |
| 46  | Vincent Jérôme   | Frankreich  |                                | 76   |
| 47  | Arnaud Labbe     | Frankreich  |                                | 108  |
| 48  | Alexandre Pichot | Frankreich  | Aufgabe während der 11. Etappe | X    |
| 49  | Olivier Bonnaire | Frankreich  |                                | 61   |
|     |                  |             |                                | T18  |

### Caisse d’Epargne(GCE; Spanien)
Sportlicher Leiter:
| Nr. | Name               |         | Anmerkungen                                                  | Rang |
| --- | ------------------ | ------- | ------------------------------------------------------------ | ---- |
| 51  | Alejandro Valverde | Spanien | , : 2. Etappe; : 2., 3., 8. & 9. Etappe                      | 5    |
| 52  | David Arroyo       | Spanien | : 19. Etappe                                                 | 17   |
| 53  | José García Acosta | Spanien |                                                              | 119  |
| 54  | Imanol Erviti      | Spanien | : 18. Etappe                                                 | 99   |
| 55  | Daniel Moreno      | Spanien |                                                              | 12   |
| 56  | Alberto Losada     | Spanien |                                                              | 24   |
| 57  | Luis Pasamontes    | Spanien |                                                              | 35   |
| 58  | Joaquim Rodríguez  | Spanien |                                                              | 6    |
| 59  | Xabier Zandio      | Spanien |                                                              | 50   |
|     |                    |         | : 2., 3., 9.-11., 13.-21. Etappe – Sieger Mannschaftswertung | T1   |

### Équipe Cofidis(COF; Frankreich)
Sportlicher Leiter:
| Nr. | Name              |            | Anmerkungen                                       | Rang |
| --- | ----------------- | ---------- | ------------------------------------------------- | ---- |
| 61  | Sylvain Chavanel  | Frankreich | : 6. Etappe – Nicht zur 17. Etappe angetreten     | X    |
| 62  | Kevin De Weert    | Belgien    |                                                   | 59   |
| 63  | Leonardo Duque    | Kolumbien  |                                                   | 67   |
| 64  | Bingen Fernández  | Spanien    |                                                   | 87   |
| 65  | Maryan Hary       | Frankreich | Nicht zur 5. Etappe angetreten                    | X    |
| 66  | David Moncoutié   | Frankreich | : 8. Etappe; : 9.-21. Etappe – Sieger Bergwertung | 8    |
| 67  | Sébastien Minard  | Frankreich |                                                   | 71   |
| 68  | Nick Nuyens       | Belgien    |                                                   | 78   |
| 69  | Staf Scheirlinckx | Belgien    | Aufgabe während der 1. Etappe                     | X    |
|     |                   |            |                                                   | T11  |

### Crédit Agricole(CA; Frankreich)
Sportlicher Leiter:
| Nr. | Name               |                        | Anmerkungen                     | Rang |
| --- | ------------------ | ---------------------- | ------------------------------- | ---- |
| 71  | Patrice Halgand    | Frankreich             | Nicht zur 15. Etappe angetreten | X    |
| 72  | Sébastien Hinault  | Frankreich             | : 10. Etappe                    | 64   |
| 73  | Jeremy Hunt        | Vereinigtes Konigreich |                                 | 107  |
| 74  | Christophe Kern    | Frankreich             |                                 | 112  |
| 75  | Cyril Lemoine      | Frankreich             |                                 | 100  |
| 76  | Jean-Marc Marino   | Frankreich             | Aufgabe während 8. Etappe       | X    |
| 77  | Gabriel Rasch      | Norwegen               |                                 | 86   |
| 78  | Nicolas Roche      | Irland                 |                                 | 13   |
| 79  | Yannick Talabardon | Frankreich             |                                 | 31   |
|     |                    |                        |                                 | T9   |

### Euskaltel-Euskadi(EUS; Spanien)
Sportlicher Leiter:
| Nr. | Name            |         | Anmerkungen                           | Rang |
| --- | --------------- | ------- | ------------------------------------- | ---- |
| 81  | Igor Antón      | Spanien | Aufgabe während 13. Etappe            | X    |
| 82  | Mikel Astarloza | Spanien |                                       | 28   |
| 83  | Koldo Fernández | Spanien |                                       | 94   |
| 84  | Íñigo Landaluze | Spanien |                                       | 63   |
| 85  | Egoi Martínez   | Spanien | : 9.-12. Etappe; : 2., 3. & 5. Etappe | 9    |
| 86  | Alan Pérez      | Spanien |                                       | 69   |
| 87  | Rubén Pérez     | Spanien |                                       | 41   |
| 88  | Amets Txurruka  | Spanien |                                       | 45   |
| 89  | Iván Velasco    | Spanien |                                       | 51   |
|     |                 |         |                                       | T3   |

### Française des Jeux(FDJ; Frankreich)
Sportlicher Leiter:
| Nr. | Name              |            | Anmerkungen                     | Rang |
| --- | ----------------- | ---------- | ------------------------------- | ---- |
| 91  | Sandy Casar       | Frankreich |                                 | 19   |
| 92  | Mickaël Delage    | Frankreich |                                 | 103  |
| 93  | Rémy Di Gregorio  | Frankreich |                                 | 80   |
| 94  | Philippe Gilbert  | Belgien    | Nicht zur 18. Etappe angetreten | X    |
| 95  | Sébastien Joly    | Frankreich | Aufgabe während 17. Etappe      | X    |
| 96  | Mathieu Ladagnous | Frankreich |                                 | 89   |
| 97  | Gianni Meersman   | Belgien    | Aufgabe während 12. Etappe      | X    |
| 98  | Jelle Vanendert   | Belgien    |                                 | 101  |
| 99  | Francis Mourey    | Frankreich |                                 | 96   |
|     |                   |            |                                 | T12  |

### Team Gerolsteiner(GST; Deutschland)
Sportlicher Leiter: Reimund Dietzen
| Nr. | Name              |             | Anmerkungen                     | Rang |
| --- | ----------------- | ----------- | ------------------------------- | ---- |
| 101 | Davide Rebellin   | Italien     | Nicht zur 14. Etappe angetreten | X    |
| 102 | Mathias Frank     | Schweiz     | Aufgabe während 13. Etappe      | X    |
| 103 | Oscar Gatto       | Italien     |                                 | 127  |
| 104 | Sebastian Lang    | Deutschland |                                 | 79   |
| 105 | Tom Stamsnijder   | Niederlande |                                 | 88   |
| 106 | Stephan Schreck   | Deutschland | Aufgabe während 12. Etappe      | X    |
| 107 | Stefan Schumacher | Deutschland | Nicht zur 19. Etappe angetreten | X    |
| 108 | Heinrich Haussler | Deutschland | Aufgabe während der 19. Etappe  | X    |
| 109 | Oliver Zaugg      | Schweiz     |                                 | 11   |
|     |                   |             |                                 | T14  |

### Xacobeo Galicia(XAC; Spanien)
Sportlicher Leiter:
| Nr. | Name                    |          | Anmerkungen  | Rang |
| --- | ----------------------- | -------- | ------------ | ---- |
| 111 | Ezequiel Mosquera       | Spanien  |              | 4    |
| 112 | Carlos Castaño Panadero | Spanien  |              | 38   |
| 113 | Gustavo César Veloso    | Spanien  |              | 29   |
| 114 | Gustavo Domínguez       | Spanien  |              | 84   |
| 115 | David García            | Spanien  | : 15. Etappe | 14   |
| 116 | David Herrero           | Spanien  |              | 47   |
| 117 | Serafín Martínez        | Spanien  |              | 90   |
| 118 | Iban Mayoz              | Spanien  |              | 39   |
| 119 | Eduard Worganow         | Russland |              | 60   |
|     |                         |          |              | T5   |

### Lampre-Fondital(LAM; Italien)
Sportlicher Leiter:
| Nr. | Name               |         | Anmerkungen                                                       | Rang |
| --- | ------------------ | ------- | ----------------------------------------------------------------- | ---- |
| 121 | Damiano Cunego     | Italien | Nicht zur 16. Etappe angetreten                                   | X    |
| 122 | Alessandro Ballan  | Italien | , : 7. Etappe; : 7. & 8. Etappe – Nicht zur 15. Etappe angetreten | X    |
| 123 | Emanuele Bindi     | Italien |                                                                   | 129  |
| 124 | Marzio Bruseghin   | Italien |                                                                   | 10   |
| 125 | Marco Marzano      | Italien |                                                                   | 25   |
| 126 | Massimiliano Mori  | Italien |                                                                   | 124  |
| 127 | Danilo Napolitano  | Italien | Aufgabe während 12. Etappe                                        | X    |
| 128 | Mauro Santambrogio | Italien |                                                                   | 121  |
| 129 | Paolo Tiralongo    | Italien |                                                                   | 27   |
|     |                    |         |                                                                   | T6   |

### Liquigas(LIQ; Italien)
Sportlicher Leiter:
| Nr. | Name               |           | Anmerkungen                                                                     | Rang |
| --- | ------------------ | --------- | ------------------------------------------------------------------------------- | ---- |
| 131 | Daniele Bennati    | Italien   | : 4. Etappe; : 3. & 4. Etappe; : 4.–7. Etappe – Nicht zur 10. Etappe angetreten | X    |
| 132 | Valerio Agnoli     | Italien   |                                                                                 | 110  |
| 133 | Claudio Corioni    | Italien   |                                                                                 | 97   |
| 134 | Enrico Franzoi     | Italien   |                                                                                 | 98   |
| 135 | Filippo Pozzato    | Italien   | Nicht zur 19. Etappe angetreten                                                 | X    |
| 136 | Manuel Quinziato   | Italien   | Aufgabe während der 18. Etappe                                                  | X    |
| 137 | Ivan Santaromita   | Italien   |                                                                                 | 125  |
| 138 | Gorazd Štangelj    | Slowenien |                                                                                 | 109  |
| 139 | Alessandro Vanotti | Italien   |                                                                                 | 75   |
|     |                    |           | : 1. Etappe (MZF); : 1. Etappe                                                  | T19  |

### Quick Step(QST; Belgien)
Sportlicher Leiter:
| Nr. | Name               |         | Anmerkungen                                                           | Rang |
| --- | ------------------ | ------- | --------------------------------------------------------------------- | ---- |
| 141 | Paolo Bettini      | Italien | : 6. & 12. Etappe; : 4. & 6. Etappe – Nicht zur 19. Etappe angetreten | X    |
| 142 | Carlos Barredo     | Spanien | Nicht zur 7. Etappe angetreten                                        | X    |
| 143 | Tom Boonen         | Belgien | : 3. & 16. Etappe – Nicht zur 18. Etappe angetreten                   | X    |
| 144 | Juan Manuel Gárate | Spanien |                                                                       | 15   |
| 145 | Wouter Weylandt    | Belgien | : 17.                                                                 | 118  |
| 146 | Davide Viganò      | Italien |                                                                       | 93   |
| 147 | Andrea Tonti       | Italien | Aufgabe während der 18. Etappe                                        | X    |
| 148 | Matteo Tosatto     | Italien | Aufgabe während der 18. Etappe                                        | X    |
| 149 | Kevin Van Impe     | Belgien |                                                                       | 126  |
|     |                    |         | : 4. Etappe                                                           | T16  |

### Rabobank(RAB; Niederlande)
Sportlicher Leiter:
| Nr. | Name                |             | Anmerkungen                                    | Rang |
| --- | ------------------- | ----------- | ---------------------------------------------- | ---- |
| 151 | Óscar Freire        | Spanien     | : 11. Etappe – Nicht zur 13. Etappe angetreten | X    |
| 152 | Mauricio Ardila     | Spanien     | Aufgabe während der 15. Etappe                 | X    |
| 153 | Juan Antonio Flecha | Spanien     |                                                | 74   |
| 154 | Dmitriy Kozontchuk  | Russland    |                                                | 54   |
| 155 | Robert Gesink       | Niederlande |                                                | 7    |
| 156 | Pedro Horrillo      | Spanien     |                                                | 117  |
| 157 | Marc de Maar        | Niederlande |                                                | 56   |
| 158 | Grischa Niermann    | Deutschland |                                                | 30   |
| 159 | Theo Eltink         | Niederlande |                                                | 77   |
|     |                     |             |                                                | T7   |

### Silence-Lotto(OLO; Belgien)
Sportlicher Leiter:
| Nr. | Name                |             | Anmerkungen                                                   | Rang |
| --- | ------------------- | ----------- | ------------------------------------------------------------- | ---- |
| 161 | Jaroslaw Popowytsch | Ukraine     |                                                               | 52   |
| 162 | Dominique Cornu     | Belgien     |                                                               | 46   |
| 163 | Bart Dockx          | Belgien     |                                                               | 111  |
| 164 | Pieter Jacobs       | Belgien     |                                                               | 91   |
| 165 | Olivier Kaisen      | Belgien     |                                                               | 92   |
| 166 | Matthew Lloyd       | Australien  | Nicht zur 9. Etappe angetreten                                | X    |
| 167 | Roy Sentjens        | Belgien     |                                                               | 33   |
| 168 | Maarten Tjallingii  | Niederlande |                                                               | 58   |
| 169 | Greg van Avermaet   | Belgien     | : 9. Etappe; : 10.-13., 17.-21. Etappe – Sieger Punktewertung | 66   |
|     |                     |             |                                                               | T10  |

### Team Milram(MRM; Deutschland)
Sportlicher Leiter:
| Nr. | Name               |             | Anmerkungen                    | Rang |
| --- | ------------------ | ----------- | ------------------------------ | ---- |
| 171 | Erik Zabel         | Deutschland |                                | 49   |
| 172 | Wolodymyr Djudja   | Ukraine     | Aufgabe während der 7. Etappe  | X    |
| 173 | Artur Gajek        | Deutschland | Aufgabe während der 15. Etappe | X    |
| 174 | Andrij Hrywko      | Ukraine     |                                | 42   |
| 175 | Matej Jurčo        | Slowakei    |                                | 81   |
| 176 | Christian Kux      | Deutschland | Aufgabe während der 19. Etappe | X    |
| 177 | Fabio Sabatini     | Italien     |                                | 102  |
| 178 | Sebastian Schwager | Deutschland |                                | 115  |
| 179 | Peter Velits       | Slowakei    |                                | 73   |
|     |                    |             |                                | T17  |

### Tinkoff Credit Systems(TCS) (ItalienItalien; Italien)
Sportlicher Leiter:
| Nr. | Name             |              | Anmerkungen                    | Rang |
| --- | ---------------- | ------------ | ------------------------------ | ---- |
| 181 | Michail Ignatjew | Russland     |                                | 104  |
| 182 | Iwan Rowny       | Russland     | Aufgabe während der 16. Etappe | X    |
| 183 | Nikita Jeskow    | Russland     |                                | 57   |
| 184 | Jewgeni Petrow   | Russland     |                                | 43   |
| 185 | Wassil Kiryjenka | Belarus 1995 |                                | 34   |
| 186 | Pawel Brutt      | Russland     |                                | 105  |
| 187 | Walter Pedraza   | Kolumbien    |                                | 85   |
| 188 | Ricardo Serrano  | Spanien      | Nicht zur 4. Etappe angetreten | X    |
| 189 | Nikolai Trussow  | Russland     | Aufgabe während der 7. Etappe  | X    |
|     |                  |              |                                | T13  |